# حكيم الأقزام
حكيم الأقزام (بالإسبانية: David el Gnomo) مسلسل رسوم متحركة أسباني أمريكي يكون من 26 حلقة عرض لأول مره بين عامي 1985-1986 . تمت دبلجة المسلسل للغة العربية بواسطة استديوهات الوحدة الأولى الشرق الأدنى للإنتاج الفني - عمان الأردن.

## روابط خارجية
- حكيم الأقزام على موقع IMDb (الإنجليزية)
- حكيم الأقزام على موقع فيلمافينيتي (الإسبانية)
- حكيم الأقزام على موقع كينوبويسك (الروسية)
- حكيم الأقزام على موقع قاعدة بيانات الفيلم (الإنجليزية)
- The World of David the Gnome في قاعدة بيانات الرسوم المتحركة الكبيرة
- David the Gnome fansite